# Rankin, Texas
Rankin är en stad i den amerikanska delstaten Texas med en yta av 2,8 km² och en folkmängd som uppgår till 800 invånare (2000). Rankin, som har fått sitt namn efter ranchägaren F.E. Rankin, är administrativ huvudort i Upton County.